# Helene Chadwick
Helene Chadwick (Chadwick, 25 novembre 1897 – Los Angeles, 4 settembre 1940) è stata un'attrice statunitense del muto e dei primi anni del cinema parlato.

## Biografia
Helene Chadwick nacque da una famiglia facoltosa che aveva dato il proprio nome al paese in cui risiedeva, nello stato di New York. Suo padre era un industriale e sua madre una cantante d'opera. Le fu offerto di recitare per il cinema da un produttore che aveva visto un quadro in cui lei aveva posato come modella. Debuttò così nel 1916 in The Challenge e sviluppò una carriera cinematografica ventennale di quasi novanta film, conclusa nel 1937 con una parte non accreditata nel film È nata una stella, diretto dal suo ex marito William A. Wellman, sposato nel 1918, da cui aveva divorziato nel 1923.
Morì a Los Angeles nel 1940, a 42 anni, a seguito delle conseguenze di una caduta. È sepolta nel Sauquoit Valley Cemetery di Clayville, nello Stato di New York

## Filmografia
- The Challenge, regia di Donald MacKenzie (1916)
- The Mystery of the Double Cross, regia di William Parke e (non accreditato) Louis J. Gasnier
- The Iron Heart
- Blind Man's Luck, regia di George Fitzmaurice (1917)
- The Last of the Carnabys, regia di William Parke (1917)
- The Angel Factory, regia di Lawrence McGill (1917)
- La vendetta mi appartiene (Vengeance Is Mine), regia di Frank Hall Crane (1917)
- Convict 993, regia di William Parke (1918)
- The Naulahka, regia di George Fitzmaurice (1918)
- The House of Hate, regia di George B. Seitz (1918)
- The Yellow Ticket, regia di William Parke (1918)
- For Sale, regia di Fred E. Wright (come Fred Wright) (1918)
- The Honest Thief, regia di George B. Seitz (1918)
- Getaway Kate, regia di George B. Seitz (1918)
- Go-Get-Em Garringer, regia di Ernest Traxler (1919)
- Caleb Piper's Girl, regia di Ernest Traxler (1919)
- Girls, regia di Walter Edwards (1919)
- The Solitary Sin, regia di Frederick Sullivan (1919)
- A Very Good Young Man, regia di Donald Crisp (1919)
- Heartsease, regia di Harry Beaumont (1919)
- The Long Arm of Mannister, regia di Bertram Bracken (1919)
- An Adventure in Hearts, regia di James Cruze (1919)
- The Cup of Fury, regia di T. Hayes Hunter
- Scratch My Back, regia di Sidney Olcott (1920)
- Cupid the Cowpuncher, regia di Clarence G. Badger (1920)
- Godless Men, regia di Reginald Barker (1920)
- Cupid (1920)
- Made in Heaven, regia di Victor Schertzinger (1921)
- Il vecchio nido (The Old Nest), regia di Reginald Barker (1921)
- Dangerous Curve Ahead, regia di E. Mason Hopper (1921)
- From the Ground Up, regia di E. Mason Hopper (1921)
- Yellow Men and Gold, regia di Irvin V. Willat (1922)
- Dust Flower, regia di Rowland V. Lee (1922)
- The Sin Flood, regia di Frank Lloyd (1922)
- Brothers Under the Skin, regia di E. Mason Hopper (1922)
- The Glorious Fool, regia di E. Mason Hopper (1922)
- Gimme, regia di Rupert Hughes (1923)
- Quicksands, regia di Jack Conway (1923)
- Reno, regia di Rupert Hughes (1923)
- The Masked Dancer, regia di Burton L. King (1924)
- Why Men Leave Home, regia di John M. Stahl (1924)
- Love of Women, regia di Whitman Bennett (1924)
- Her Own Free Will, regia di Paul Scardon (1924)
- The Border Legion, regia di William K. Howard (1924)
- Trouping with Ellen, regia di T. Hayes Hunter (1924)
- Il cigno nero (The Dark Swan), regia di Millard Webb (1924)
- Her Dark Swan (1924)
- The Re-Creation of Brian Kent, regia di Sam Wood (1925)
- The Woman Hater, regia di James Flood (1925)
- The Golden Cocoon, regia di Millard Webb (1925)
- Pleasures of the Rich, regia di Louis J. Gasnier (1926)
- L'allarme del fuoco (The Still Alarm), regia di Edward Laemmle (1926)
- Hard Boiled, regia di J.G. Blystone (John G. Blystone) (1926)
- Dancing Days, regia di Albert H. Kelley (1926)
- Wise Guys Prefer Brunettes, regia di F. Richard Jones, Stan Laurel (1926)
- Stolen Pleasures, regia di Philip E. Rosen (Phil Rosen) (1927)
- The Bachelor's Baby, regia di Frank R. Strayer (1927)
- The Rose of Kildare, regia di Dallas M. Fitzgerald (1927)
- Stage Kisses, regia di Albert H. Kelley (1927)
- Women Who Dare, regia di Burton L. King (1928)
- Modern Mothers, regia di Phil Rosen (1928)
- Dillo con lo zibellino (Say It with Sables), regia di Frank Capra (1928)
- Confessions of a Wife, regia di Albert H. Kelley (1928)
- La carne e l'anima (Father and Son), regia di Erle C. Kenton (1929)
- Men Are Like That, regia di Frank Tuttle (1930)
- The Bad Sister, regia di Hobart Henley (1931)
- Hell Bound, regia di Walter Lang (1931)
- So Big!, regia di William A. Wellman (1932)
- Night World, regia di Hobart Henley (1932)
- Guerra bianca (Employees' Entrance), regia di Roy Del Ruth (1933)
- The Circus Queen Murder, regia di Roy William Neill (1933)
- No Marriage Ties, regia di J. Walter Ruben (1933)
- La gloria del mattino (Morning Glory), regia di Lowell Sherman (1933)
- Merrily Yours, regia di Charles Lamont (1933)
- Managed Money, regia di Charles Lamont (1934)
- Good Dame, regia di Marion Gering (1934)
- School for Girls, regia di William Nigh (1934)
- I nemici delle donne (Ever Since Eve), regia di George Marshall (1934)
- Che bel regalo (It's a Gift), regia di Norman Z. McLeod (1934)
- A Wicked Woman, regia di Charles Brabin (1934)
- Mississippi, regia di A. Edward Sutherland (1935)
- Il richiamo della foresta (Call of the Wild), regia di William A. Wellman (1935)
- Fuggiasca (Mary Burns, Fugitive), regia di William K. Howard (1935)
- Another Face, regia di Christy Cabanne (1935)
- La riva dei bruti (Frisco Kid), regia di Lloyd Bacon (1935)
- The Perfect Set-Up, regia di Edward L. Cahn (1936)
- San Francisco, regia di W. S. Van Dyke (1936)
- È nata una stella (A Star Is Born), regia di William A. Wellman (1937)